# Сан-Себастьян-ду-Риу-Верди
Сан-Себастьян-ду-Риу-Верди (порт. São Sebastião do Rio Verde) — муниципалитет в Бразилии, входит в штат Минас-Жерайс. Составная часть мезорегиона Юг и юго-запад штата Минас-Жерайс. Входит в экономико-статистический микрорегион Сан-Лоренсу. Население составляет 2104 человека на 2006 год. Занимает площадь 91,893 км². Плотность населения — 22,9 чел./км².
Праздник города — 1 марта.

## История
Город основан 1 марта 1963 года.

## Статистика
- Валовой внутренний продукт на 2003 год составляет 6 125 213,00 реалов (данные: Бразильский институт географии и статистики).
- Валовой внутренний продукт на душу населения на 2003 год составляет 2995,21 реалов (данные: Бразильский институт географии и статистики).
- Индекс развития человеческого потенциала на 2000 год составляет 0,771 (данные: Программа развития ООН).

## География
Климат местности: горный тропический. В соответствии с классификацией Кёппена, климат относится к категории Cwb.